# Sveriges fotbollslandslag i OS 1936
Sveriges fotbollslandslag deltog i sommar-OS 1936, som arrangerades i Berlin. Man blev utslagna i första omgången efter att ha förlorat mot Japan med 2-3. Matchen är ihågkommen för Sven Jerrings berömda radioreferat "Japaner, japaner, japaner...".
| Sven Bergqvist              | Hammarby IF    | Målvakt      |
| Otto Andersson              | Örgryte IS     | Högerback    |
| Erik Källström              | IF Elfsborg    | Vänsterback  |
| Viktor Carlund              | Örgryte IS     | Högerhalv    |
| Arvid Emanuelsson           | IF Elfsborg    | Centerhalv   |
| Torsten Johansson           | IFK Norrköping | Vänsterhalv  |
| Gustaf Josefsson (Reinsell) | AIK            | Högerytter   |
| Erik "Lillis" Persson       | AIK            | Högerinner   |
| Sven Jonasson               | IF Elfsborg    | Center       |
| Karl-Erik Grahn             | IF Elfsborg    | Vänsterinner |
| Åke Hallman                 | IF Elfsborg    | Vänsterytter |